# 社團法人社區大學全國促進會
社團法人社區大學全國促進會，簡稱社大全促會或全促會，創立於1999年9月19日，早期投入於台灣各地普設社區大學的倡議，並組織社大校務工作者、講師、社團幹部與資深學員，建立在社大教育現場辦學的理念與方法，近年則結合社大與非營利組織的力量，投入公私協力河川治理、媒體素養、十二年國教、農村新青農社群組織等議題。

## 背景
社大全促會的主要任務為探討利用「學習」來改造地方社會的方法與途徑，透過學習活動將群眾聚集起來，以建立地方的公民社群。近年來社大全促會的任務重點包含：
1. 組織與串聯社大、整理社大辦學與教學經驗、倡議社大價值、促進社大發展。
2. 探究地方知識學、社區培力等促進地方公民社會發展的理論與方法，連結在地與普世公民社會價值。
3. 推動公民參與環境守護。
4. 都市農業與永續農村之倡議與行動。[2]

## 沿革
社區大學的構想源自於台大教授黃武雄於1994年的倡議，提倡由地方政府設置社區大學。
1998年，民間關心教育改革的人士組成了「社區大學籌備委員會」，為「社團法人社區大學全國促進會」的前身。社區大學的推動讓台灣在發展終身學習有了新的方向與模式，其以解放知識與建立公民社會為目標，使得社區大學成為一個和正規教育的普通大學，有著不同發展理念與模式的辦學方式。
2023年，社大全促會對當時的中華民國總統候選人提出訴求，由各參選人的教育政策代表出席來作回應，其訴求為「整合國家資源，與第三部門協作養成永續發展之公共人才」、「打造實體社大，支持社大成為社區整體照顧與永續發展基地」、「提升政策層級，以全生命歷程視野建構終身學習支持系統」。

## 外部連結
- 社大全促會網站 （页面存档备份，存于）
- 社大全促會粉絲專頁 （页面存档备份，存于）